# 李書城
李 書城（り しょじょう）は、中華民国、中華人民共和国の軍人・政治家。中国同盟会以来の革命派人士で、北京政府、国民政府でも要職をつとめた。また、中華人民共和国では初代農業部長に就任している。字は暁垣、筱園、小淵。

## 事績

### 中国同盟会での活動
秀才の家庭に生まれる。李書城自身も1899年（光緒25年）に秀才となった。その後、湖北経心学院で新学に触れる機会を得る。
1902年（光緒28年）、成績優秀をもって、日本に官費留学を認められ、弘文学院師範科で学ぶ。このとき、黄興、魯迅と同学となった。また、東京で孫文（孫中山）と知遇を得ることが出来、以後、革命派としての活動に参加していく。同じ湖北省出身の劉成禺・藍天蔚らとともに、湖北学生による団体を組織し、また、拒俄義勇隊にも加わった。機関誌「湖北学生界」（のち「漢声」と改称）の創刊にも携わる。
翌年、学業を終えて帰国すると、革命派の軍人である呉禄貞の主催する地下組織「武昌花園山機関」に参加した。また、呉の紹介を経て新軍に加入している。同年冬、黄興の檄に応じ呉と長沙に赴いて湖南起義を発動しようとしたが、事前に両湖総督・張之洞に探知され、不発に終わった。1904年（光緒30年）、再び日本に赴き、東京振武学校を経て、陸軍士官学校歩兵科で学んだ。翌年7月、孫文の中国同盟会組織に参加し、発起人の1人となっている。
1908年（光緒34年）末に、陸軍士官学校を卒業して帰国し、広西省陸軍幹部学堂の創設に関与した。翌年には、同学堂の監督に任命され、密かに革命派の学生を養成している。またのちに陸軍小学監督も兼ねた。1910年（宣統2年）、北京に移り、呉禄貞とともに革命派の秘密工作を継続した。
1911年（宣統3年）10月、武昌起義が勃発する。李書城は武昌に戻って黄興の指揮下に入り、民軍戦時総司令部参謀長に任命された。漢口では16日夜の漢水渡河作戦など清軍を緒戦で撃破したが、まもなく増援を得た清軍に抵抗しえず、11月27日に漢陽を失陥している。李は、黄興とともに上海へ逃れた。

### 南北対立の中で
中華民国が成立し、黄興が南京臨時政府において陸軍総長に就任すると、李書城は総統府秘書処軍事組長兼陸軍部顧問官に任命された。まもなく、黄興に随従して北京入りし、陸軍中将銜を授かり、総統府軍事処次長に任命された。
1913年（民国2年）、二次革命（第二革命）でも孫文・黄興らに与したが、敗北して日本に亡命している。翌年、黄興に随従してアメリカに向かい、反袁世凱の宣伝と活動費収集に取り組んだ。護国戦争が勃発すると、黄興の命により李が先に帰国する。しかし上海に到着した黄興が重病となったため、李は上海に戻り、これを看病・世話したが、甲斐なく黄興は死去した。ほぼ同時期に、袁も死去したため、李は北京に向かい、いったん総統府顧問に就任している。
1917年（民国6年）、孫文が護法運動を開始すると、李書城も南下してこれに参加する。湘西防務督弁兼援鄂軍総司令に任命され、湖南省で北京政府軍と戦った。南北が一時停戦すると、護法軍政府軍事委員会委員等に異動している。1920年（民国9年）、李は上海に戻った。
なお翌年7月、中国共産党の第1回代表大会は、李書城の上海の邸宅で行われた。これは、弟の李漢俊が共産党の創設活動に関与しており、李書城もこれを黙認していたことによる。この年に李書城は、北京政府派の湖北督軍王占元の追放活動を画策し、これを成功させた。
1922年（民国11年）6月、黎元洪が中華民国大総統に復帰する。孫文の指示により、李書城は北京に戻って、総統府顧問・国務院参議に就任する。1924年（民国13年）10月には、馮玉祥の北京政変（首都革命）に参与し、一時的ながらも、黄郛内閣において陸軍総長に任じられた。
翌月、段祺瑞が臨時執政として復権すると、李はこれを嫌って天津に逃がれ、引き続き馮と連携をとった。翌年、漢口で湖北督軍蕭耀南がデモ隊を武力鎮圧する事件が起きると、李は現地に向かい調査を行っている。

### 蔣介石への反発
1926年（民国15年）7月、広州国民政府が北伐を開始すると、李書城は湖南省でこれを迎え、北伐軍総司令部顧問に任じられた。しかし、翌年4月の上海クーデターを起こした蔣介石に対し、国民党左派・容共の李は反感を抱くことになる。8月、湖北省政府常務委員兼建設庁長となったが、蔣側の軍勢の圧力に屈して辞任に追い込まれる。さらに弟の李漢俊を殺害されてしまった。後に李書城は、反蔣勢力に与して中原大戦にも顧問として参戦している。
1932年（民国21年）3月、湖北省政府委員に任じられ、建設庁長・民政庁長を歴任したほか、省通志館館長にも任命された。省政府委員には、1937年（民国26年）1月まで在任している。しかし、蔣介石の政治方針とは常に対立し、馮玉祥や共産党との連携を強める政治的立場をとり続けた。日中戦争（抗日戦争）終結後の1948年（民国37年）、李書城は湖北省で和平促進委員会を組織し、張難先らとともに国共内戦の調停を目指した。しかし事ならずと見て、次第に共産党への接近を強めた。
中華人民共和国成立後、李書城は中央人民政府の初代農業部長に任じられ、政務院財政経済委員会委員もつとめた。また、全国人民代表大会常務委員、中国人民政治協商会議全国常務委員にも選出されている。
1965年8月26日、北京にて病没。享年84（満83歳）。